# Влучиська
Влучиська (пол. Włóczyska, нім. Vierzighuben) — село в Польщі, у гміні Млинари Ельблонзького повіту Вармінсько-Мазурського воєводства.
Населення — 144 особи (2011).
У 1975-1998 роках село належало до Ельблонзького воєводства.

## Демографія
Демографічна структура станом на 31 березня 2011 року:
|          | Загалом | Допрацездатний вік | Працездатний вік | Постпрацездатний вік |
| -------- | ------- | ------------------ | ---------------- | -------------------- |
| Чоловіки | 78      | 21                 | 50               | 7                    |
| Жінки    | 66      | 17                 | 38               | 11                   |
| Разом    | 144     | 38                 | 88               | 18                   |